# 长叶木兰
长叶木兰（学名：Magnolia paenetalauma）为木兰科木兰属的植物。分布于越南以及中国大陆的广西、海南、贵州等地，生长于海拔1,000米的地区，多生长于花岗岩山坑、沙土、丘陵山坡和溪旁，目前尚未由人工引种栽培。

## 别名
水铁罗木（海南） 长叶玉兰（中国树木分类学）

## 异名
- Magnolia tenuicarpella Chang